# Tiridat I.
Tiridat ali Teridat je perzijsko ime, s katerim je Arijan iz Nikomedije v svoji Partiki imenoval brata Arsaka I., ustanovitelja Partskega cesarstva. Tiridat naj bi na partskem prestolu nasledil svojega brata okoli leta 246 pr. n. št.. Ker je Arijanov zapis dokaj nezgodovinski, sodobni zgodovinarji domnevajo, da je Arsak I. vladal do leta 211 pr. n. št..
V Arijanovem zapisu se je Tiridat v Partiji obdržal samo kratko obdobje po razpadu Selevkidskega cesarstva po napadu Ptolemeja III. Evgeneta leta 246 pr. n. št.. Okoli leta 238 pr. n. št. ga je napadel Selevk II. in ga izgnal. Ko se je moral Selevk zaradi upora svojega brata Antioha Hijeraksa vrniti na zahod, se je Tiridat vrnil in porazil Makedonce. Prevzel je ime svojega brata Arsaka, kar so za njim naredili tudi vsi naslednji partski vladarji. 